# Tauraco livingstonii
El turaco de Livingstone (Tauraco livingstonii) es una especie de ave Musophagiformes de la familia Musophagidae que vive en sureste de África.

## Taxonomía
Debe su nombre a Charles Livingstone, hermano de David Livingstone. Algunos autores defiende que este turaco forma parte de una única especie junto con el Turaco de Schawlow y el Turaco de Knysna pero las diferencias genéricas y variaciones en el canto demuestran lo contrario. Se reconocen tres subespecies:
- T. l. reichenowi (G. A. Fischer, 1880) se distribuye por zonas montañosas del este de Tanzania.
- T. l. cabanisi (Reichenow, 1883) llanuras costeras de Tanzania, Mozambique y el noreste de Sudáfrica.
- T. l. livingstonii (G. R. Gray, 1864) vive en cordilleras de Malaui, del norte de Mozambique y el este de Zimbabue.

Las pequeñas poblaciones de Burundi y del interior de Tanzania no se han asignado a ninguna subespecie.

## Descripción
Esta especie de turaco mide aproximadamente 45 cm de longitud y su peso oscila entre 260 y 380 gramos. Su rasco más distintivo es su cresta que presenta una forma diferente a otras especies de turaco pues es más larga en la parte anterior de la cabeza y va decreciendo conforme se acerca a la nuca. Es de color verde y tiene las puntas de color blanco. La cara, el cuello y la parte superior del cuerpo son también verdes teniendo dos líneas blancas enmarcando el ojo (siendo la superior más corta). El anillo ocular es de color rojo y el pico es corto y anaranjado. La parte inferior del cuerpo, las alas y la cola presentan un color variable según la subespecie y abarcan desde el verde, verde más oscuro y azul-violáceo; siempre con unos tonos metalizados. Las plumas de las alas son rojas pero solo se observan cuando el animal abre las alas.

## Distribución
Se extiende por el sureste del continente africano desde el sur de Tanzania hasta el norte de Sudáfrica. Habita bosques tropicales costeros y de montaña hasta los 2.500 m de altitud.

## Comportamiento
Al igual que otras especies de turaco, se trata de un ave de comportamiento diurno y arbóreo, que solo baja al suelo para beber, y que pasa la mayor parte del día alimentándose en la copa de los árboles. No es un gran volador y utiliza el vuelo solo en cortas distancias prefiriendo desplazarse mediante saltos o corriendo por las ramas. Son animales territoriales que viven en parejas o en pequeños grupos. 
Son animales frugívoros aunque no desdeñan brotes, hojas o flores; incluso insectos en época de cría. 
La temporada de cría comienza en septiembre y puede durar hasta febrero. El cortejo consiste en llamadas, persecuciones entre árboles, alimentarse mutuamente y sacudidas de cabeza. Cuando la hembra este lista se agachará y dejará que el macho la monte. Este turaco construirá un nido de ramitas sueltas y materia vegetal en la zona más alta de los árboles y allí pondrá, generalmente, dos huevos que se incubarán alrededor de 20 días. Ambos progenitores participarán en la incubación de los huevos y en el posterior cuidado de las crías. Los polluelos nacerán con los ojos abiertos y cubiertos de un plumón pardo y permanecerán en los alrededores del nido durante sus primeras semanas de vida. A las 4 o 5 semanas ya serán capaces de volar y abandonarán el nido aunque seguirán necesitando el cuidado de sus padres.

## Conservación
Debido a la gran extensión de su área de distribución es considerada por la UICN como una especie de preocupación menor pero se conoce que la población está decreciendo debido a la destrucción de su hábitat y al comercio de aves exóticas por lo que será necesario su protección en un futuro no muy lejano.

## Galería

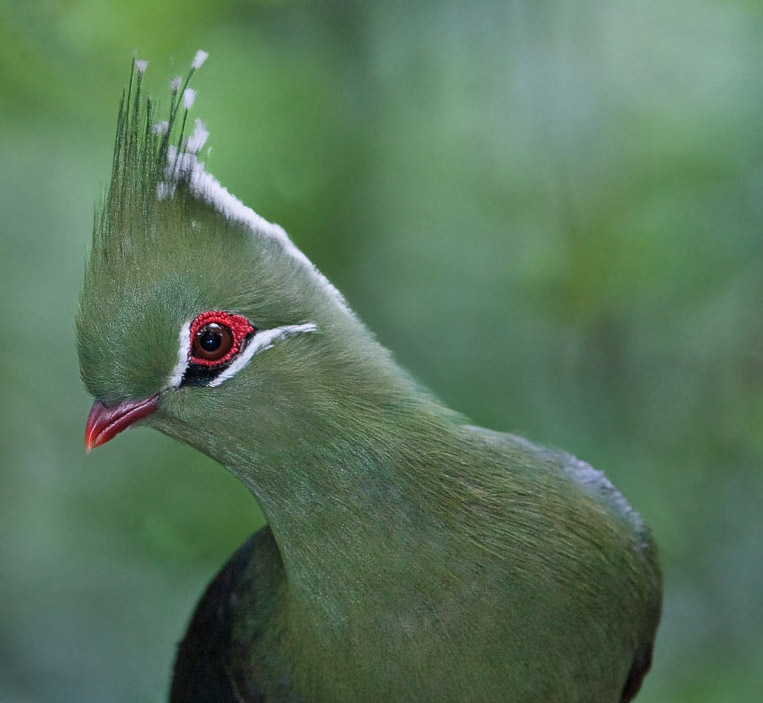
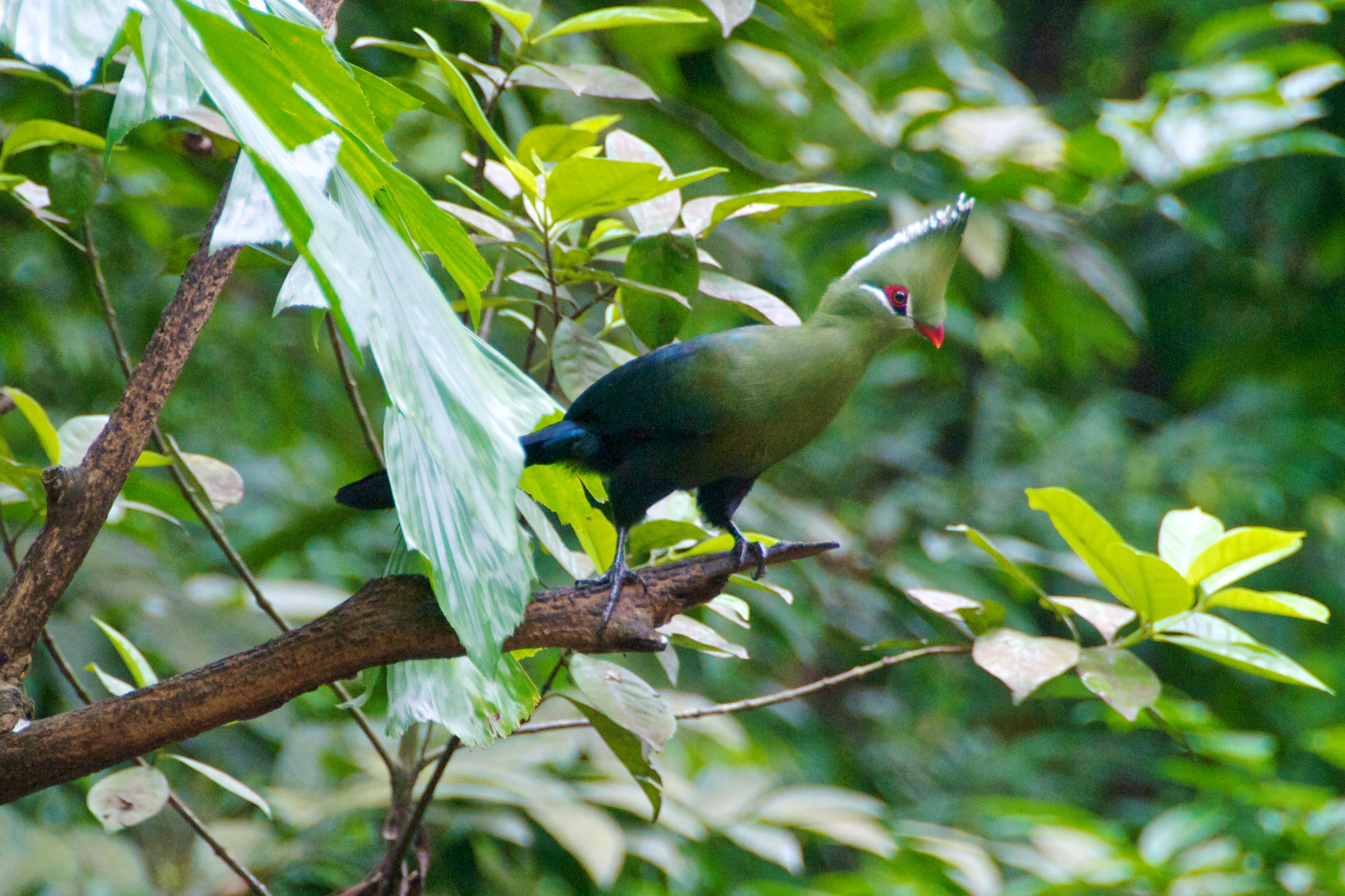